# 種玉編次抄
『種玉編次抄』（しゅぎょくへんじしょう）は、連歌師の宗祇が著した『源氏物語』の源氏物語年立についての注釈書。全1巻。

## 表題
『種玉編次抄』とするものが宮内庁書陵部蔵本（桂宮本）など最も多いが、『源語編次抄』（げんごへんじしょう、桃園文庫蔵本）や『源氏雑乱抄』（げんじざつらんしょう、東北大学図書館蔵本）、『源氏物語宗祇抄』（げんじものがたりそうぎしょう、九州大学図書館蔵本）などするものもある。「抄」の字は「鈔」とされることもある。

## 成立
本書には匂宮巻から椎本巻までの5巻を扱った第一次本と宿木巻までを含めた第二次本が存在する。最も早い部分は1475年（文明7年）12月成立と見られる。宮内庁書陵部所蔵本（桂宮本）にある三条西実隆の奥書によれば、同写本はもともとは1481年（文明13年）に宗祇が三条西実隆に対して源氏物語の講義を行った際に巻の順序が乱れていたわかりにくかったので質問したところ、「それについては書き留めたものがあるから後日持参しよう」と言われ、約束通り1巻を持参してきたので早速書写したのが同写本であるという。宗祇には源氏物語についての著作として本書の他に1499年（明応8年）の成立とみられる『源氏物語不審抄出』などもあり、本書が宗祇の源氏物語についての最初の著作になる。

## 内容
本書は源氏物語の年立を考察した注釈書である。大筋で一条兼良が著した「源氏物語年立」（いわゆる旧年立）を受け継ぎながら一部に独自の見解を加えている。年立に関連して議論になる箇所を抄出し、『河海抄』や『花鳥余情』など先行する注釈書の説を引用して文脈に即した詳しい注釈がなされている。
匂宮巻以降の年立と巻序について作品内での薫の呼称の変化がその官位の変化を正しく反映しており、かつ現行の源氏物語の巻序の順序通りに作品内での時間が進んでいるとすると薫の官位は一度上がったあとで下がったという異例の事態が発生していることになるが、作品内には（光源氏の須磨退去のような）それを思わせるような事実は見られないため、巻序のほうを入れ替えて理解するべきであるといった考察を行っている。

## 翻刻本
- 「種玉編次抄」『増補 国語国文学研究資料大成3 源氏物語』上、三省堂、初版1960年（昭和35年）、増補版1977年（昭和52年）、pp.. 300-303。
- 中野幸一編『源氏物語古註釈叢刊 第4巻 明星抄・種玉編次抄・雨夜談抄』武蔵野書院、1980年（昭和55年）12月、pp.. 601-612。 ISBN 978-4-8386-0056-4